# Hornbach (magazin)

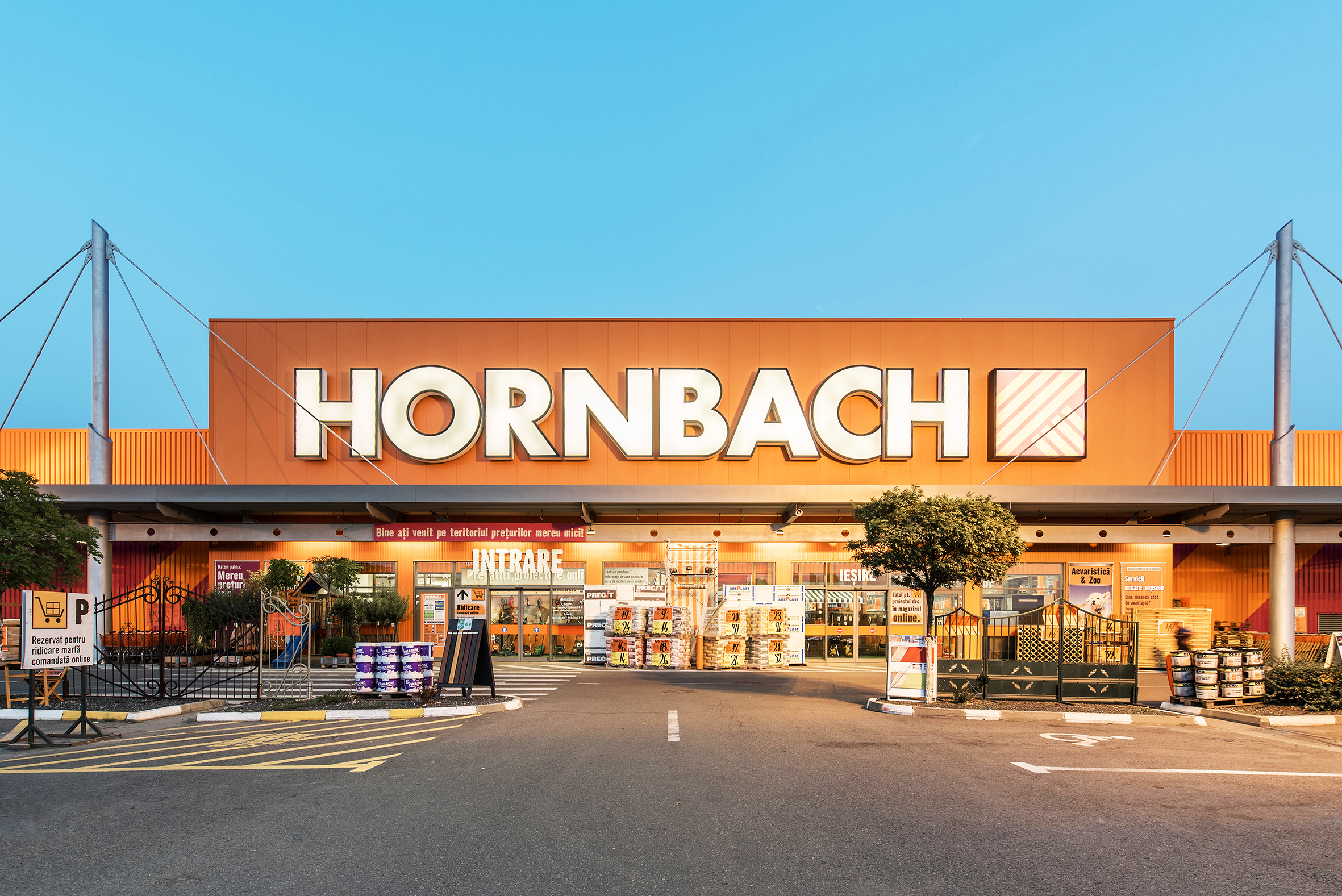
Un magazin Hornbach din România.

Hornbach este o companie din Germania, fondată în 1877, care se ocupă cu vânzarea de materiale de construcție și produse pentru amenajare casă si grădinărit. Compania este prezentă în nouă țări europene, cu 158 de magazine, situate în  Austria, Cehia, Elveția, Luxemburg, Olanda, România, Slovacia și Suedia. La nivel global, Grupul Hornbach are aproximativ 20.000 de angajați, dintre care peste 750 în România.

## Date financiare
La nivel de grup, Hornbach a raportat în anul financiar 1 martie 2016–28 februarie 2017 o cifră de afaceri de 3,9 miliarde de euro, în creștere cu aproape 5% față de intervalul precedent de raportare.

## Hornbach în România
Hornbach a început operarea în România în anul 2007. În 2021, Hornbach deține nouă magazine (trei în București și câte unul în Brașov, Timișoara, Sibiu, Cluj-Napoca, Oradea și Constanța),dar compania a inceput contructia al a doilea magazin din Timișoara.Compania are 750 de angajați. În anul 2018 a lansat și propriul magazin online. În total, Hornbach comercializează peste 60.000 de articole pentru construcții și grădinărit, fiind unul dintre cei mai mari comercianți ca suprafață de comercializare per magazin din România.  
În 2017, în colaborare cu cinci licee din România, compania a lansat Proiectul „Școala de Carte și Meserii”, un proiect de responsabilitate socială prin care oferă tinerilor acces la învățământ profesional în sistem dual pentru calificarea în meseria de comerciant-vânzător. Astfel, pe o perioadă de trei ani, începând din clasa a IX-a, elevii învață diverse strategii și metode specifice acestei profesii de la tutori specializați în timpul stagiilor de practică într-unul din cele cinci magazine.